# Austin Seferian-Jenkins
Austin Seferian-Jenkins (Fox Island, 21 agosto 1993) è un giocatore di football americano statunitense che gioca nel ruolo di tight end per i New York Jets della National Football League (NFL). Fu scelto nel corso del secondo giro (38º assoluto) del Draft NFL 2014 dai Tampa Bay Buccaneers. Al college ha giocato a football alla Washington University.

## Carriera universitaria
Seferian-Jenkins giocò con i Washington Huskies dal 2011 al 2013. Dopo due stagioni aveva già stabilito i primati di istituto per ricezioni (110), yard ricevute (1.390) e touchdown (13) per un tight end. Alla fine della sua terza stagione fu premiato come il John Mackey Award come miglior tight end del college football. Dopo il Fight Hunger Bowl 2013 annunciò la sua decisione di rinunciare all'ultimo anno di college e rendersi eleggibile per il Draft NFL.
Vittorie e riconoscimenti
- John Mackey Award (2013)

## Carriera professionistica

### Tampa Bay Buccaneers
Seferian-Jenkins fu scelto nel corso del secondo giro del Draft 2014 dai Tampa Bay Buccaneers. Debuttò come professionista subentrando nella settimana 1 contro i Carolina Panthers e ricevendo un passaggio da 26 yard da Josh McCown. Il primo touchdown lo segnò nella settimana 8 contro i Minnesota Vikings e il secondo due turni dopo contro gli Atlanta Falcons. La sua prima stagione si chiuse con 21 ricezioni per 221 yard e due marcature in nove presenze, tutte come titolare.
Nella prima gara della stagione 2015, Seferian-Jenkins ricevette dal nuovo quarterback Jameis Winston un nuovo primato personale di 110 yard e segnò due touchdown. La sua annata si chiuse guidando la squadra con 4 TD su ricezione (assieme a Charles Sims), con 21 ricezioni per 338 yard.

### New York Jets
Il 26 settembre 2016, Seferian-Jenkins firmò con i New York Jets. Il 15 marzo 2017 fu sospeso per due partite per essere stato trovato positivo a un test antidoping.

## Statistiche
| Partite totali      | 9   |
| Partite da titolare | 9   |
| Ricezioni           | 21  |
| Yard ricevute       | 221 |
| Touchdown           | 2   |

Statistiche aggiornate alla stagione 2014